# Lenhossék József

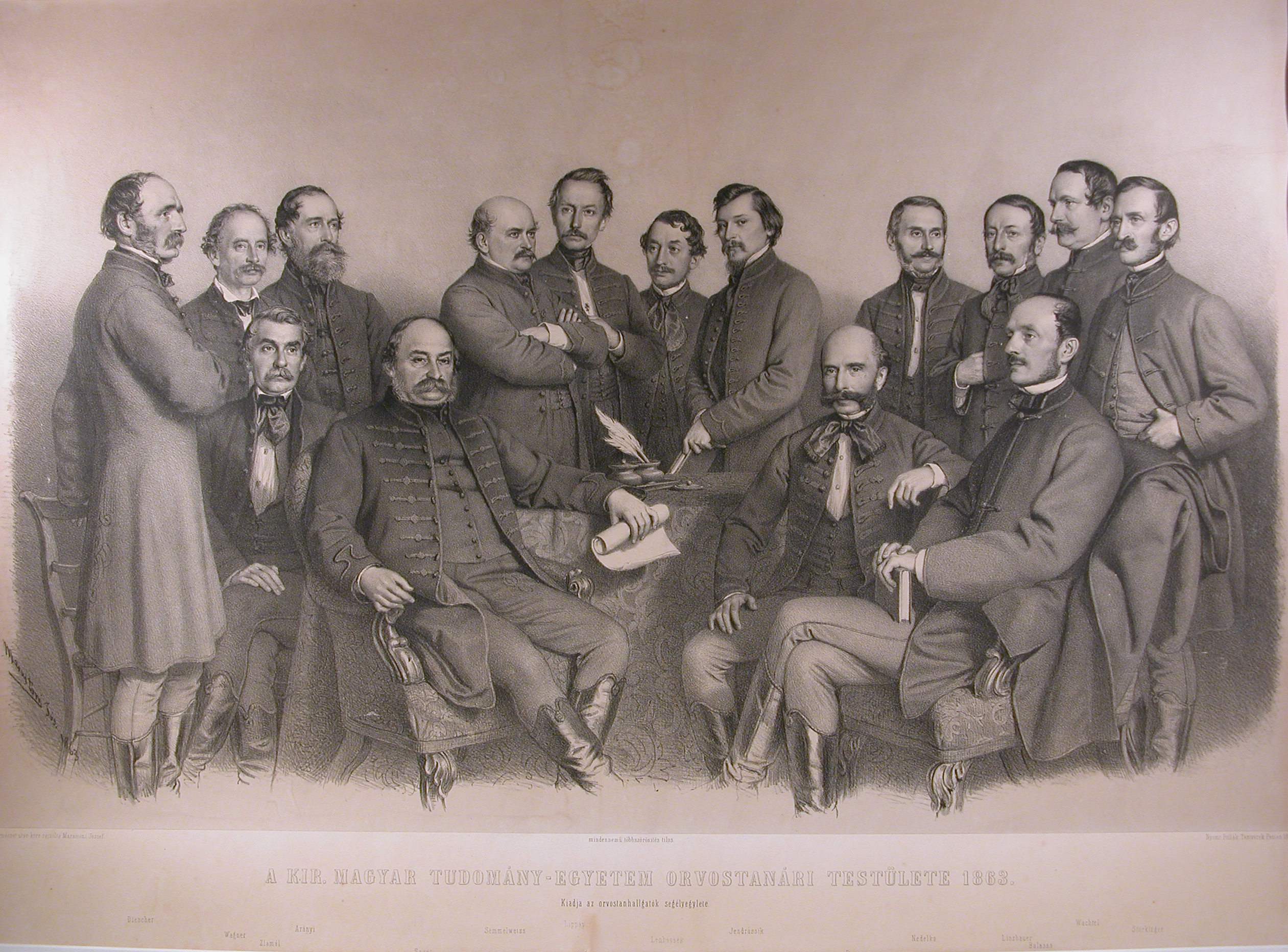
A Pesti Egyetem Orvostudományi Karának egyetemi tanárai 1863-ban. Balról jobbra állnak (1) Diescher János, (2) Wagner János, (3) Arányi Lajos, (4) Semmelweis Ignác (kezeit keresztben tartja), (5) Lippay Gáspár, (6) Lenhossék József, (7) Jendrássik Jenő, (8) Nedelkó Döme, (9) Linzbauer Ferenc, (10) Wachtel Dávid, (11) Stockinger Tamás. Ülnek: (12) Zlamál Vilmos, (13) Sauer Ignác, (14) Rupp N. János, (15) Balassa János. Festő Marastoni József

Lenhossék József (Buda, Várnegyed, 1818. március 20. – Budapest, 1888. december 2.) magyar orvos, anatómus, antropológus, a Magyar Tudományos Akadémia rendes tagja. A magyarországi anatómia korai, 19. századi korszakának jelentős alakja, a mikroszkópos szövettani vizsgálatok, valamint a szervezet életfolyamatainak morfológiai összefüggéseit feltáró funkcionális anatómia iskolateremtő egyénisége volt. Számottevő eredményeket ért el a központi idegrendszer bonctani leírása, az agytörzsi hálózatos állomány felfedezése terén. 1859-től 1888-ig a pesti, majd budapesti egyetem bonctani tanszékének egyetemi tanára, anatómiai intézetének igazgatója volt. Munkássága hasonlóképpen jelentős a fizikai antropológia számára, nevéhez fűződik a hazai koponyatani (kraniológiai) vizsgálatok tudományos alapokra helyezése.
A Lenhossék-orvosdinasztia középső tagja, apja Lenhossék Mihály Ignác (1773–1840) orvos, fiziológus, fia Lenhossék Mihály (1863–1937) orvos, anatómus. Unokája Szent-Györgyi Albert Nobel-díjas tudós.

## Életútja
A budai várnegyedben született német nemzetiségű polgári családban, Lenhossék Mihály egyetemi tanár és Nisnyánszky Ludovika fiaként. Középiskoláit Budán, illetve – a magyar nyelvet elsajátítandó – Vácon végezte el. 1833-ban beiratkozott a Pesti Egyetem bölcsészettudományi karára, 1836 után pedig az orvostudományi kar hallgatója volt. Éppen az első doktori szigorlatra készült, amikor atyját elvesztette (1840. február 12.); ezzel további haladásban egészen magára volt utalva, mert anyja csekély vagyonával és többi gyermekei miatt nem segélyezhette. 1841. július 25-én orvosdoktorrá avatták, július 29-én pedig szülész- és szemészmesteri oklevelet nyert. 1841–1842-ben Joseph Berres és Carl von Patruban anatómiatanárok irányítása alatt továbbképezte magát a Bécsi Egyetemen, 1843. július 22-én Pesten sebészdoktori vizsgát tett. Még orvostanhallgató korában bal fülére elveszítette hallását, jobb fülében pedig dobhártya-vastagodás lépett fel, ezért a gyakorlati orvoslás helyett az elméleti orvostudományi pályát választotta.
1842-től a Pesti Egyetem bonctani és élettani intézetében, 1844-től a különvált élettani tanszéken oktatott tanársegédként. 1851-ben magántanári képesítést szerzett a tájanatómia tárgyköréből. A kötelező latin helyett magyarul tartotta előadásait, ezért a Bach-korszak hatóságai gyakorta megintették. A pesti egyetemtől megválva 1852–1854-ben a Bécsi Egyetemen Ernst Wilhelm von Brücke intézetében végzett neurológiai kutatásokat, emellett Hyrtl József és Karl von Rokitansky anatómiai előadásait is hallgatta.
1854-ben a Kolozsvári Orvos-Sebészi Tanintézetbe nevezték ki a tájbonctan nyilvános rendes tanárává, emellett a törvényszéki orvostan előadó tanára is volt. Időközben 1857-ben németországi, franciaországi és angliai tanulmányúton járt. Ötévnyi oktatói munka után elhagyta Kolozsvárt, s 1859-ben a Pesti Egyetemen a leíró és tájbonctani katedrát, illetve az anatómiai intézet igazgatását vette át nyilvános rendes tanári címmel. A tanszéket később megosztották, s 1882-től 1888-ban bekövetkezett haláláig vezette az I. számú anatómiai intézetben folyó oktatómunkát, egyúttal 1878–1879-ben az 1873 után Budapesti Tudományegyetem nevet viselő tanintézet rektori tisztét is betöltötte.
1886. február végén tüdőgyulladást kapott; emphysemája miatt 1887 nyarán Emsbe ment; de egészségi állapota rosszabbra fordult, ezért október 20-án Olaszországba utazott és Nerviben töltötte a telet. Előadásait folytathatta ugyan, de 1888. november 28-án előadás közben rosszul lett és december 2-án meghalt Budapesten. A Magyar Tudományos Akadémián 1893. február 27-én dr. Mihalkovics Géza tartott fölötte emlékbeszédet.
Az azóta felszámolt Tabáni temetőbe temették.

## Munkássága
Az elsők között végzett mikroszkópos anatómiai, szövettani vizsgálatokat Magyarországon, ez irányú eredményeivel nemzetközi tudományos fórumokon is elismerést vívott ki magának. Ugyancsak érdeme, hogy a bonctani megfigyeléseket, az egyes szervek alaktani jellemzőit tényszerűen rögzítő leíró anatómián túllépve megvetette az emberi szervezet anatómiai sajátosságai és élettani jelenségei között kapcsolatot kereső funkcionális anatómia alapjait.
Már orvosi pályája elején elkötelezte magát az anatómiai kutatások mellett, 1841-es doktori disszertációját az emberi szem szivárványhártyájának bonctanáról írta. A humánanatómia terén később kifejtett munkássága főként a központi idegrendszer, elsősorban a gerincvelő és a nyúltvelő mikroszkópos szövettani vizsgálatára, a szürkeállomány és az ideggyökök kapcsolatának funkcionális anatómiai feltérképezésére irányult. Nevéhez fűződik az agytörzsi hálózatos állomány és magcsoportjainak felfedezése és első leírása. Ő vezette be a hálózatos állományra a formatio reticularis kifejezést, valamint a tractus solitarius terminust. Mindezeken túl behatóan vizsgálta a gerincoszlop differenciált felépítését és mozgásának sajátosságait, a férfi medenceöv érhálózatát, illetve a vese anatómiáját. Anatómiai, szövettani preparátumaival az 1873. évi bécsi világkiállításon érdemérmet nyert.
Élete utolsó évtizedeiben irányult érdeklődése az antropológia felé. A magyarországi fizikai antropológiai kutatásokat megalapozó úttörő egyéniségek között tartják számon. Ez irányú tevékenysége homlokterében elsősorban kranioszkópiai, vagyis az emberi koponya szerkezetére és morfológiájára vonatkozó vizsgálatai álltak. Több száz – élőkön és halottakon elvégzett – koponyamérése, kraniometriai adatfelvétele segítségével meghatározta az agy- és arckoponya osztályozását lehetővé tevő viszonyszámokat. Kraniometriai eredményei és az emberi agyra vonatkozó bonctani tapasztalatai alapján behatóan tanulmányozta a koponya- és az agynövekedés életkorra jellemző fázisait, egyedfejlődéstani összefüggéseit. Nevéhez fűződik Deák Ferenc koponyájának tudományos igényű dokumentálása is. Emellett foglalkozott a torzított koponyák sajátosságaival, az ún. magyar koponyatípus mutatóinak meghatározásával, és összefoglalta a Magyarország területén előkerült népvándorlás kori csontvázak és koponyák antropológiai jellemzőit.

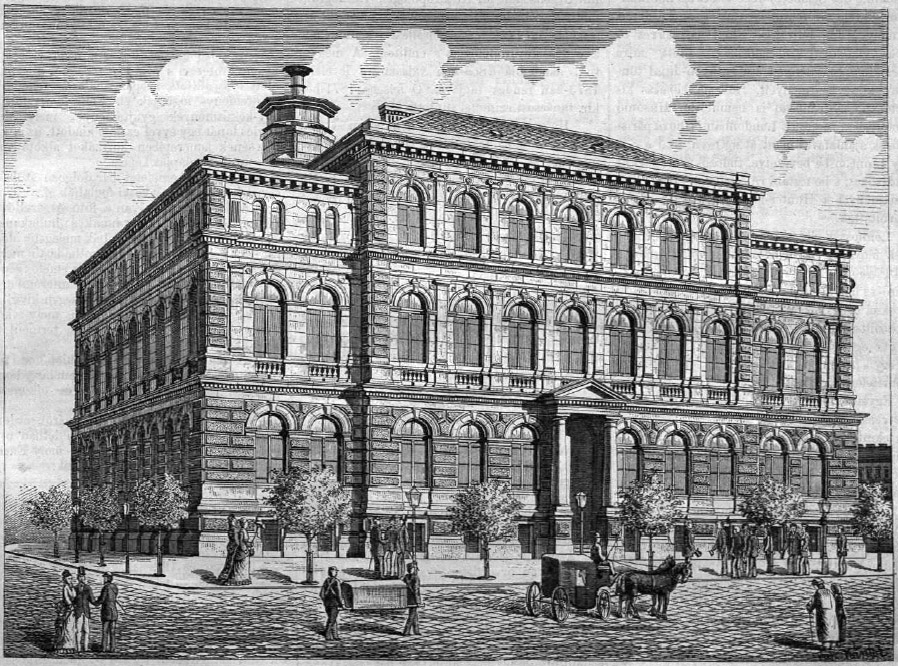
Az egyetemi anatómiai intézet 1878-ban átadott épülete

Jelentős egyetemi tanári működése is, közel három évtizeden át vezette a fővárosi egyetem anatómiai tanszékét és intézetét, tanítványai közé tartozott – fián, Lenhossék Mihályon kívül – Mihalkovics Géza, Davida Leó, Engel Gábor és Ónodi Adolf. Az abszolutista Bach-rendszerben is kiállt a magyar nyelvű orvosi oktatás bevezetéséért, majd fenntartásáért. A pesti egyetem anatómiaprofesszoraként korszerűsítette az intézeti bonctermet, később szervezőmunkájának köszönhetően 1878-ban átadták az egyetemi bonctani intézet új, Üllői úti épületét. Jelentősen gyarapította az anatómiai preparátumok gyűjteményét, ezzel megvetette a tanszéki-intézeti múzeum alapjait.
Magyar, német és francia nyelven megjelent könyvei mellett rendszeresen publikált az Orvosi Hetilapban és osztrák szakfolyóiratokban.

### Társasági tagságai és elismerései
1864-ben a Magyar Tudományos Akadémia levelező, 1873-ban rendes tagjává választották. Alapító és igazgatósági tagja volt a Magyar Orvosi Könyvkiadó Társulatnak, osztályelnöke az Országos Régészeti és Embertani Társulatnak. Tudományos és oktatói munkájáért 1871-ben királyi tanácsosi címet adományoztak neki, 1878–1879. évi rektori hivatalvállalása idején pedig a Vaskorona-rend harmadosztályú lovagkeresztjét vehette át.
Munkásságának nemzetközi elismertségét bizonyítják további külföldi akadémiai és társasági tagságai. Rendes tagja volt a hallei Leopoldina Német Természettudományos Akadémiának. Tiszteleti tagja volt a Párizsi Anatómiai Társaságnak, a Cseh Orvosi Szövetségnek, a Müncheni Anatómiai Társaságnak, a Firenzei Összehasonlító Embertani és Lélektani Társaságnak, a Brüsszeli Antropológiai Társaságnak, a Finn Orvostársaságnak, a philadelphiai Amerikai Filozófiai Társaságnak és a lipcsei Anatómiai Társaságnak, külső tagja a Párizsi Embertani Társaságnak. A levelező tagok sorát gyarapította a Bécsi Orvostársaságban, a Bécsi Állat- és Növénytani Társaságban, a Bécsi Embertani Társaságban, a párizsi Biológiai Társaságban, a Belga Királyi Orvosi és Természettudományos Társaságban, a Berlini Embertani, Néprajzi és Őstörténeti Társaságban, a göttingeni Királyi Tudományos Társaságban, továbbá a philadelphiai Amerikai Régiségtani és Éremtani Társaságban.
Tudományos eredményeiért 1857-ben elnyerte a Francia Akadémia Monthyon-díját, emellett birtokosa volt a portugál Krisztus-rend, valamint a spanyol Katolikus Izabella-rend csillagkeresztjének, a szintén spanyol III. Károly-rend középkeresztjének, a szász II. Albert-rend, illetve a török Mecidiye-rend középkeresztjének, az Olasz Korona-rend tiszti keresztjének, a svéd Vasa-rend, a hesseni Fülöp-rend, továbbá az anhalti Medve Albert-érdemrend lovagkeresztjének.

## Főbb művei
- Dissertatio inauguralis anatomico-physiologica de iride. Budae. 1841. Online
- Über den feineren Bau der gesammten Medulla Spinalis. Wien. 1854.
- Neue Untersuchungen über den feineren Bau des centralen Nervensystems des Menschen. Wien. 1855.
- Études du système nerveux central. Paris. 1857.
- Beiträge zur Erörterung der histologischen Verhältnisse des centralen Nervensystems. Wien. 1858.
- Mémoire sur la structure intime de la moëlle espinière. Paris. 1859.
- Emlékbeszéd Csausz Márton orvostudor, cs. kir. tanácsos, a leíró boncztan nyilv. rendes tanára felett. Buda. 1864.
- A közép idegrendszer szürke állományának és az egyes ideggyökök eredeteinek tájviszonyai. Pest. 1867. (1865-ben elhangzott akadémiai székfoglalója)
- A Santorini viszeres fonatai férfiúnál. Pest. 1868.
- Az emberi gerinczagy, nyúltagy és Varol-hid szervezetének górcsői tájviszonyai. Pest. 1869.
- A férfi medencze viszeres torlata. Pest. 1871.
- Hyrtl Corrosio-anatomiája. Pest. 1874.
- Az emberi vese viszér-rendszere. Budapest. 1875. (1874-ben elhangzott akadémiai székfoglalója)
- Az emberi koponyaisme: Cranioscopia. Budapest. 1875.
- Deák Ferencz koponyáján tett mérések és ezekből vont következtetések. Budapest. 1876.
- Az emberi vese Malpighi-féle lobrai. Budapest. 1877.
- Polymikroskop. Budapest. 1877.
- A mesterségesen eltorzított koponyákról. Budapest. 1878.
- A szeged-öthalmi ásatásokról, különösen az ott felfedezett ős-magyar, ó-római és kelta-sirokban talált csontvázakról. Budapest. 1882.
- Emlékbeszéd Broca Pál külső tag felett. Budapest. 1882.
- Adatok a gerinczagyi duczok ismeretéhez, a békán tett vizsgálatok alapján. Budapest. 1885.
- Emlékbeszéd Davis József Bernát felett. Budapest. 1885.
- Progén koponyák. Budapest. 1885.